# Anthony van den Hurk
Anthony van den Hurk, né le 9 janvier 1993 à Veghel, est un footballeur international curacien ayant également la nationalité néerlandaise, jouant au poste d'avant-centre à Helmond Sport.

## Biographie

### Formation aux Pays-Bas (jusqu'en 2012)
Après des débuts au Blauw Geel '38, Anthony van den Hurk passe par le FC Den Bosch avant d'être recruté par le PSV Eindhoven, où il est formé.

### Joueur récurrent de deuxième division néerlandaise (2012-2020)

#### Du FC Den Bosch au FC Eindhoven (2012-2016)
Libéré par le PSV, il retourne au FC Den Bosch, où il ne joue cependant pas et ne grapille que vingt minutes de jeu sur trois matchs. Il fait sa première apparition avec Den Bosch face au Top Oss, où il ne joue que dix minutes en poste d'ailier droit.
En manque de temps, il s'engage dès janvier 2013 pour le FC Eindhoven pour deux ans. Il joue son premier match au poste de milieu offensif face à l'Excelsior, et marque son premier but contre le FC Den Bosch, son ancien club.
Malgré diverses blessures, l'attaquant prolonge à Eindhoven de deux ans en juin 2015.

#### De Graafschap (2016-2018)
Il signe en août 2016 pour De Graafschap, depuis peu relégué en deuxième division néerlandaise, en remplacement de Vincent Vermeij, parti pour Heracles. Il fait sa première apparition face au VVV Venlo le 26 août 2018, et marque son premier but face au FC Emmen le 16 septembre 2018.

#### MVV Maastricht (2018-2020)
Anthony van den Hurk signe pour le MVV le 29 août 2018 pour un contrat de deux ans. Il marque son premier but avec son nouveau club dès la deuxième journée contre Almere City en lobant le gardien, mais inscrit dans le même temps un but contre-son-camp,.
Il devient capitaine à partir de la saison 2019-2020, jusqu'à son départ.
L'attaquant quitte le club en fin de contrat, en juillet 2020, en signant dès février avec Helsinborgs. Dans le sillage de son départ, Anthony van den Hurk se retrouve embourbé dans des démêlés avec la justice avec ses anciens agents, ceux-ci estimant qu'il y a rupture de contrat.

### Aventures européennes (2020-2023)

#### Helsingborgs IF (2020-2022)
Il signe son premier contrat à l'étranger en première division suédoise à Helsinborgs IF pour deux ans le 5 février 2020, mais finit la saison en cours avec le MVV, et ne rejoint donc la Suède qu'en juin. Il marque son premier but contre l'AIK le 12 juillet 2020,.
Anthony se fait remarquer lors de la saison 2021 en participant très activement à la remontée d'Helsinborgs en première division, inscrivant 17 buts pour 25 matchs en deuxième division. Finissant troisième de Superetten, l'HIF doit néanmoins affronter le Halmstads BK afin d'espérer monter, et c'est lors du match retour qu'Anthony van den Hurk marque un but salvateur pour son club, lui offrant la montée en Allsvenskan. L'attaquant décrit alors ce moment comme l'un des plus heureux qui l'a vécu, comparant ce moment d'extase à celui de la victoire de Max Verstappen en Formule 1 quelques jours auparavant.
Ses performances lui valent d'être surveillé par des clubs à la fois suédois, comme l'AIK, ou lettons, comme le FC Riga, mais également par des clubs turcs, sud-coréens et russes.
Après un conflit avec les entraîneurs d'Helsinborgs - Alvaro Santos et Mattias Lindström - Anthony van den Hurk reprochant à ceux-ci de l'écarter lors d'un match contre le BK Häcken, il annonce, tout en s'excusant de son comportement, vouloir quitter le club,. Suspendu de l'entraînement collectif, il fait ses bagages pour la Turquie le 18 août 2022.

#### Transfert en Turquie puis prêt en Pologne (2022-2023)
Il rejoint le 18 août 2022 le Çaykur Rizespor, en deuxième division turque. Il joue son premier match face à Denizlispor le 22 août 2022, et marque son premier but et doublé dès la deuxième journée, contre Yeni Malatyaspor.
L'international curacien ne parvient cependant pas à s'imposer au club, ne marquant qu'une fois sur pénalty en Coupe de Turquie contre Boyabat 1868, et subissant une blessure à la jambe en décembre 2022.
Il arrive en prêt au Górnik Zabrze le 22 février 2023 lors du dernier jour du mercato polonais, jusqu'en juin de la même année. Il marque un but dès sa première apparition contre le Stal Melec. L'attaquant curacien se fait de nouveau remarquer lors de sa deuxième apparition contre le Legia Varsovie, en causant la chute de deux dents de Rafał Augustyniak lors d'un duel, sans pour autant prendre de carton rouge, causant en ce sens une petite polémique sur l'arbitrage en Pologne.

### Retour aux Pays-Bas (depuis 2023)

#### Helmond Sport (depuis 2023)
Après avoir vu son contrat résilié au Rizespor, Van den Hurk fait son retour aux Pays-Bas en signant à Helmond Sport fin août 2023.

### En sélection
Né aux Pays-Bas mais d'origine curacienne, Anthony van den Hurk est à la fois éligible avec De Oranje qu'avec Curaçao. En effet, il effectue des sélections en U15 et U16 avec les Pays-Bas, mais est depuis 2021 international curacien.
Il joue son premier match avec Curaçao le 25 mars 2021 contre Saint-Vincent-et-les-Grenadines, où il marque dans le même temps son premier but. Curaçao s'impose sur le score de 5-0.

## Statistiques

### En club
| Saison                | Club                  | Championnat           | Championnat | Championnat | Championnat | Coupe(s) nationale(s) | Coupe(s) nationale(s) | Coupe(s) nationale(s) | Compétition(s) continentale(s) | Compétition(s) continentale(s) | Compétition(s) continentale(s) | Compétition(s) continentale(s) | Total | Total | Total |
| Saison                | Club                  | Division              | M.          | B.          | P.d.        | M.                    | B.                    | P.d.                  | Comp.                          | M.                             | B.                             | P.d.                           | M.    | B.    | P.d.  |
| 2012-2013             | FC Den-Bosch          | Eerste Divisie        | 3           | 0           | 0           | -                     | -                     | -                     | -                              | -                              | -                              | -                              | 3     | 0     | 0     |
| 2012-2013             | FC Eindhoven          | Eerste Divisie        | 9           | 2           | 2           | -                     | -                     | -                     | -                              | -                              | -                              | -                              | 9     | 2     | 2     |
| 2013-2014             | FC Eindhoven          | Eerste Divisie        | 24          | 6           | 2           | -                     | -                     | -                     | -                              | -                              | -                              | -                              | 24    | 6     | 2     |
| 2014-2015             | FC Eindhoven          | Eerste Divisie        | 15          | 8           | 0           | 1                     | 0                     | 0                     | -                              | -                              | -                              | -                              | 16    | 8     | 0     |
| 2015-2016             | FC Eindhoven          | Eerste Divisie        | 29          | 11          | 2           | -                     | -                     | -                     | -                              | -                              | -                              | -                              | 29    | 11    | 2     |
| 2016-2017             | FC Eindhoven          | Eerste Divisie        | 2           | 0           | 0           | -                     | -                     | -                     | -                              | -                              | -                              | -                              | 2     | 0     | 0     |
| Sous-total            | Sous-total            | Sous-total            | 82          | 27          | 6           | 1                     | 0                     | 0                     | -                              | -                              | -                              | -                              | 83    | 27    | 6     |
| 2016-2017             | De Graafschap         | Eerste Divisie        | 29          | 12          | 4           | -                     | -                     | -                     | -                              | -                              | -                              | -                              | 29    | 12    | 4     |
| 2017-2018             | De Graafschap         | Eerste Divisie        | 23          | 7           | 3           | 1                     | 0                     | 0                     | -                              | -                              | -                              | -                              | 24    | 7     | 3     |
| Sous-total            | Sous-total            | Sous-total            | 52          | 19          | 7           | 1                     | 0                     | 0                     | -                              | -                              | -                              | -                              | 53    | 19    | 7     |
| 2018-2019             | MVV Maastricht        | Eerste Divisie        | 36          | 15          | 1           | 1                     | 0                     | 0                     | -                              | -                              | -                              | -                              | 37    | 15    | 1     |
| 2019-2020             | MVV Maastricht        | Eerste Divisie        | 27          | 17          | 3           | 1                     | 0                     | 0                     | -                              | -                              | -                              | -                              | 28    | 17    | 3     |
| Sous-total            | Sous-total            | Sous-total            | 63          | 32          | 4           | 2                     | 0                     | 0                     | -                              | -                              | -                              | -                              | 65    | 32    | 4     |
| 2020                  | Helsingborgs IF       | Allsvenskan           | 27          | 11          | 5           | 3                     | 0                     | 0                     | -                              | -                              | -                              | -                              | 30    | 11    | 5     |
| 2021                  | Helsingborgs IF       | Superetten            | 27          | 18          | 0           | -                     | -                     | -                     | -                              | -                              | -                              | -                              | 27    | 18    | 0     |
| 2022                  | Helsingborgs IF       | Allsvenskan           | 14          | 3           | 2           | -                     | -                     | -                     | -                              | -                              | -                              | -                              | 14    | 3     | 2     |
| Sous-total            | Sous-total            | Sous-total            | 68          | 32          | 7           | 3                     | 0                     | 0                     | -                              | -                              | -                              | -                              | 71    | 32    | 7     |
| 2022-2023             | Rizespor              | 1. Lig                | 12          | 2           | 1           | 1                     | 1                     | 0                     | -                              | -                              | -                              | -                              | 13    | 3     | 1     |
| 2022-2023             | Górnik Zabrze         | Ekstraklasa           | 6           | 1           | 0           | -                     | -                     | -                     | -                              | -                              | -                              | -                              | 6     | 1     | 0     |
| Sous-total            | Sous-total            | Sous-total            | 18          | 3           | 1           | 1                     | 1                     | 0                     | -                              | -                              | -                              | -                              | 19    | 4     | 1     |
| 2023-2024             | Helmond Sport         | Eerste Divisie        | 23          | 4           | 3           | 1                     | 0                     | 0                     | -                              | -                              | -                              | -                              | 24    | 4     | 3     |
| Total sur la carrière | Total sur la carrière | Total sur la carrière | 280         | 113         | 25          | 8                     | 1                     | 0                     | -                              | -                              | -                              | -                              | 288   | 114   | 25    |

### En sélection
| Matchs internationaux de Anthony van den Hurk | Matchs internationaux de Anthony van den Hurk | Matchs internationaux de Anthony van den Hurk           | Matchs internationaux de Anthony van den Hurk | Matchs internationaux de Anthony van den Hurk | Matchs internationaux de Anthony van den Hurk | Matchs internationaux de Anthony van den Hurk                              |
|                                               | Date                                          | Lieu                                                    | Adversaire                                    | Résultat                                      | Compétition                                   | Notes                                                                      |
| --------------------------------------------- | --------------------------------------------- | ------------------------------------------------------- | --------------------------------------------- | --------------------------------------------- | --------------------------------------------- | -------------------------------------------------------------------------- |
| 1.                                            | 25 mars 2021                                  | Stade Ergilio-Hato, Willemstad, Curaçao                 | Saint-Vincent-et-les-Grenadines               | 5 - 0                                         | Éliminatoires Coupe du Monde 2022             | Titulaire, remplacé à la 62e minute par Rangelo Janga, auteur d'un but.    |
| 2.                                            | 28 mars 2021                                  | Stade Doroteo Guamuch Flores, Guatemala, Guatemala      | Cuba                                          | 1 - 2                                         | Éliminatoires Coupe du Monde 2022             | Entre en jeu à la 63e minute à la place de Jarchinio Antonia.              |
| 3.                                            | 5 juin 2021                                   | El Trébol, Guatemala, Guatemala                         | Îles Vierges britanniques                     | 0 - 8                                         | Éliminatoires Coupe du Monde 2022             | Entre en jeu à la 71e minute à la place de Charlison Benschop.             |
| 4.                                            | 9 juin 2021                                   | Stade Ergilio-Hato, Willemstad, Curaçao                 | Guatemala                                     | 0 - 0                                         | Éliminatoires Coupe du Monde 2022             | Titulaire, remplacé à la 73e minute par Rangelo Janga.                     |
| 5.                                            | 16 juin 2021                                  | Stade Ergilio-Hato, Willemstad, Curaçao                 | Panama                                        | 0 - 0                                         | Éliminatoires Coupe du Monde 2022             | Entre en jeu à la 65e minute à la place de Rangelo Janga.                  |
| 6.                                            | 4 juin 2022                                   | Stade Ergilio-Hato, Willemstad, Curaçao                 | Honduras                                      | 0 - 1                                         | Ligue des Nations                             | Entre en jeu à la 58e minute à la place de Rangelo Janga.                  |
| 7.                                            | 7 juin 2022                                   | Stade olympique métropolitain, San Pedro Sula, Honduras | Honduras                                      | 1 - 2                                         | Ligue des Nations                             | Entre en jeu à la 70e minute à la place de Rangelo Janga, auteur d'un but. |